# Liste der Bodendenkmale in Schönwald (Brandenburg)
Die Liste der Bodendenkmale in Schönwald (Brandenburg) enthält alle Bodendenkmale der brandenburgischen Gemeinde Schönwald und ihrer Ortsteile. Grundlage ist die Veröffentlichung der Landesdenkmalliste mit dem Stand vom 31. Dezember 2020. Die Baudenkmale sind in der Liste der Baudenkmale in Schönwald aufgeführt.
|   | Gemarkung           | Flur    | Kurzansprache | Bodendenkmalnummer | Bemerkung | Bild |
| - | ------------------- | ------- | --- | ------------------ | --------- | ---- |
| 1 | Waldow/Brand (Lage) | 3, 4, 5 | Kirche deutsches Mittelalter, Kirche Neuzeit, Friedhof deutsches Mittelalter, Friedhof Neuzeit, Siedlung Ur- und Frühgeschichte, Dorfkern deutsches Mittelalter, Dorfkern Neuzeit | 13034              |           |      |
| 2 | Waldow/Brand (Lage) | 3       | Gräberfeld Bronzezeit | 13308              |           |      |
| 3 | Waldow/Brand (Lage) | 4       | Burgwall slawisches Mittelalter, Burgwall deutsches Mittelalter, Siedlung slawisches Mittelalter                                                                                  | 13309              |           |      |
| 4 | Waldow/Brand (Lage) | 2       | Siedlung Urgeschichte | 13310              |           |      |
| 5 | Waldow/Brand (Lage) | 3       | Rast- und Werkplatz Steinzeit, Siedlung Urgeschichte, Siedlung slawisches Mittelalter                                                                                             | 13311              |           |      |
| 6 | Waldow/Brand (Lage) | 2       | Siedlung Bronzezeit | 13312              |           |      |